# Xanthorhoe irrepleta
Xanthorhoe irrepleta là một loài bướm đêm trong họ Geometridae.